# Daisy Kenyon
Daisy Kenyon ist ein US-amerikanischer Spielfilm mit Elementen des Film-Noir aus dem Jahr 1947. Die Hauptrollen spielen Joan Crawford, Dana Andrews und Henry Fonda unter der Regie von Otto Preminger.

## Handlung
Der erfolgreiche Anwalt Dan O’Mara hat seit einiger Zeit eine Affäre mit der Illustratorin Daisy Kenyon. Daisy ist mit der Gesamtsituation zunehmend unzufrieden, zumal Dan wenig Neigung zeigt, seine Frau und die Familie zu verlassen. Nach einem heftigen Streit liegt die Beziehung für einige Zeit auf Eis. In der Zwischenzeit lernt Daisy den ehemaligen Soldaten Peter Lapham kennen. Peter hat die Kriegserfahrungen nur unzureichend verarbeitet. Er und Daisy kommen sich in intensiven Gesprächen über ihre jeweiligen emotionalen Probleme näher.
Dan hat mittlerweile heftige Auseinandersetzungen mit seiner nörgelnden Ehefrau, die ihm vorwirft, als Vater versagt zu haben. Seine Distanz und mangelnde Zuneigung habe zu den mentalen Problemen der jüngsten Tochter, Mary, geführt. Daisy ist sich nicht mehr sicher, ob sie für Dan wirklich noch Liebe empfindet, oder ob sie nicht lieber mit Peter zusammen leben möchte, der sie braucht und dem sie Kraft und Zuversicht geben kann. Um die Dinge endlich zu forcieren, nimmt sie aus einem Impuls heraus Peters Heiratsantrag an.
Die Entwicklung treibt jetzt auch Dan in die Aktion. Er verlangt von seiner Frau die Scheidung, was jedoch am Ende zu einer Schlammschlacht vor Gericht endet, bei der Daisy als Zeugin aussagen muss. Gerade als die Scheidung ausgesprochen werden soll, erfährt Dan, dass Mary von ihrer Mutter körperlich und emotional misshandelt wird. Daisy, die sich bereits von Peter getrennt hat, erkennt jetzt, wie sehr die kleine Mary leiden würde, sollte sich die leiblichen Eltern tatsächlich trennen. Sie fühlt sich überfordert, eine Entscheidung zu treffen und flieht vor der Verantwortung in eine kleine Hütte in den Bergen. Dan und Peter folgen ihr; nach langen Diskussionen entscheidet sich Daisy für Peter, der sie mehr braucht als Dan.

## Hintergrund
Joan Crawford war 1943 nach 18 Jahren bei MGM zu Warner Brothers gewechselt. Für ihre Darstellung der Mildred Pierce in Solange ein Herz schlägt gewann sie auf der Oscarverleihung 1946 den Oscar als beste Hauptdarstellerin und auch der nächste Film Humoreske erwies sich als Erfolg bei Kritik und Publikum. Im Gegensatz zu den meist seichten Dreiecksgeschichten bei MGM übernahm Crawford in diesem Zeitpunkt ihrer Karriere dramatische Rollen, in denen sie gegen die Anfeindungen der Gesellschaft ihren Platz erkämpfen muss. Joan Crawford hatte zunächst versucht, die Rechte an dem Roman Daisy Kenyon von Elizabeth Janeway zu erwerben. Schließlich bekam 20th Century Fox für 100.000 US-Dollar den Zuschlag.
Otto Preminger ließ eine exakte Replik des berühmten New Yorker Nachtclubs "The Stork Club" für den Film nachbauen. Zu den zahlreichen Prominenten, die als Gäste während der Clubszenen Auftritte als Statisten haben zählen unter anderem die beiden Kolumnisten Walter Winchell, Leonard Lyons sowie John Garfield, Damon Runyon, Mae Marsh und Tito Vuolo.

## Kinoauswertung
Der Film erwies sich an der Kinokasse mit einem Einspielergebnis in den USA mit 1.750.000 US-Dollar als relativ populär. Der Erfolg ermöglichte es Joan Crawford, 1947 einen neuen Vertrag mit Warner Brothers abzuschließen. Sie erhielt eine Gage von 200.000 US-Dollar pro Film sowie Mitspracherecht bei der Besetzung, der Wahl des Regisseurs sowie des Drehbuchs.

## Rezeption des Films
Nachdem der Film lange Zeit als Soap Opera auf gehobenem Niveau gesehen wurde, wird Daisy Kenyon mittlerweile als wirklichkeitsnahe und realistische Schilderung emotionaler Verwerfungen verstanden. Alle drei Protagonisten sind auf ihre Art einsam und haben mit eigenen Problemen aus ihrer Vergangenheit zu kämpfen. Crawford ist keine berechnende Ehebrecherin, die einen reichen Mann will, sondern eine Frau, deren eigenes Glück nur auf Kosten der Ehefrau und der Familie ihres Geliebten zu erreichen ist. Die Männer in ihrem Leben sind keine Traumprinzen, die der Heldin ein Leben ohne Sorgen und voller Harmonie versprechen.
Georg Seeßlen war einer der ersten Kritiker, die den Subtext von Daisy Kenyon analysierten. Für ihn legt der Film:

„[...] die im allgemeinen verborgenen Motive in den woman’s films offen dar. Die von Andrews dargestellt Gestalt ist ein Typ von Mann, den sich die meisten Frauen als Ehemann erträumen – überaus erfolgreich im Geschäftsleben, reich und mächtig [...] In "Daisy Kenyon" – keinem Traumfilm – wird der erfolgreiche Geschäftsmann gesehen, wie er wohl häufig wirklich ist, rücksichtslos, ohne Skrupel und ohne jegliches Interesse an seiner Frau und den Kindern. [...] Fonda ist hier [keine angenehme Alternative und] ist statt dessen mit eigenen Problemen beladen. Daisy selbst weiß nicht genau, was sie eigentlich vom Leben erwartet. Sie kann sich nur durchkämpfen und am Ende zwischen den beiden Männern wählen“

Joan Crawford selber war weniger überzeugt von ihrer Leistung.

„...wenn Otto Preminger nicht Regie geführt hätte, wäre der Film zu einem Reinfall geworden. Das Skript war reines Klischee. Die übliche Dreiecksgeschichte mit zwei attraktiven jungen Männern. ..Das kam am Ende auch rüber, irgendwie.“

## Kritiken
Der Kritiker der New York Times wollte in dem Film keinen innovativen Ansatz erkennen:

„Joan Crawford hat wieder Ärger mit den Männern in ‚Daisy Kenyon‘ […] aber dieses Mal […] auf eine etwas abgeklärtere, erwachsene Art und Weise als sonst in Filmen dieser Sorte. […] Miss Crawford ist jedenfalls eine alte Expertin bei der Darstellung emotional unsicherer und frustrierter Frauen und sie spielt ihre Rolle mit viel Sachverstand.“

Howard Mandelbaum äußert sich mit dem Abstand von über 50 Jahren in einem Artikel im Bright Lights Film Journal ungleich positiver:

„Otto Preminger war einer der wenigen, der es schaffte, Crawford auf eine mehr menschliche Ebene herunter zu bringen. ‚Daisy Kenyon‘ gibt ihr die Hauptrolle, aber sie ist nur eine Seite eines Dreiecks und die männlichen Rollen sind besser geschrieben als ihre. Daisy ist weder eine Sadistin noch Masochistin, sondern eine sensible, intelligente Frau, die verletzt werden kann, aber dann nicht zum Gegenschlag ausholt. Nicht einen Moment lang lässt Crawford den Eindruck aufkommen, man würde einer Oscargewinnerin bei der Arbeit zusehen. Sie ist besser als brillant, sie ist real.“